# 87B
Il cannone da 87B fu un pezzo d'artiglieria pesante in dotazione all'artiglieria da campagna del Regio Esercito italiano, adottato nel 1880 ed impiegato fino a dopo la Grande Guerra.

## Storia
Il requisito urgente per un pezzo campale pesante, in assenza di un modello italiano adeguato, fu soddisfatto nel 1876 con una bocca da fuoco della Krupp, acquistata in 400 esemplari. Nella denominazione, prima  cannone 9 ARC Ret, poi  87A, il sistema di classificazione indicava il calibro approssimativo in centimetri nel primo caso ed il millimetri nel secondo, le caratteristiche della canna in acciaio ("A") o bronzo ("B") rigata ("R") e cerchiata ("C") e il sistema di caricamento a retrocarica ("Ret.").
Gli sviluppi della siderurgia e il desiderio di sviluppare una bocca da fuoco nazionale permisero nel 1880 di realizzare il  9 BR Ret, chiamato  87B dagli inizi del '900, direttamente derivato dal pezzo Krupp ma con canna in bronzo. Questo pezzo di concezione nazionale fu modificato nel 1898 per il tiro rapido con bossolo metallico e denominato  87B Mod. 1880/98. All'inizio del Novecento, essendo ormai gli affusti rigidi superati, venne destinato alle batterie dei forti di frontiera. Allo scoppio della prima guerra mondiale, la carenza di pezzi campali riportò gli 87B Mod. 1880/98, prelevati dalle opere, per un'ultima volta sul campo di battaglia.

## Tecnica
Il 9 ARC Ret aveva la canna in acciaio cerchiato, con rigatura a 12 rilievi che veniva impegnata dall'incamiciatura in piombo dei proiettili. Essa era incavalcata su un affusto a ruote "Cavalli" Mod. 1844 di produzione nazionale, di tipo rigido, in legno a coda unica. Le munizioni erano separate, con carica di lancio in cartoccio a sacchetto. I proiettili disponibili erano granate e shrapnel, con incamiciatura in piombo, e la scatola a mitraglia caricata con 226 pallettoni per il tiro a breve distanza contro le fanterie.
Il successivo 87B, di produzione nazionale, aveva la canna in bronzo, lavorata con la tecnica della spinatura ideata da Franz Uchatius per aumentarne la resistenza. Essa conservava il sistema di chiusura della Krupp ed impiegava granate e shrapnel con corone di forzamento in rame invece che incamiciati. Detta bocca da fuoco continuò ad impiegare l'affusto "Cavalli" Mod. 1844 fino al 1888, quando fu sostituito da un altro rigido ma in acciaio. Il sistema impiegato da queste armi, con carica a sacchetto e cannello di innesco, fu superato dall'introduzione del cartoccio-bossolo metallico per il tiro rapido, caricato con polvere infume e munito di un nuovo sistema di mira ad alzo. Questa nuova versione fu denominata 87B Mod. 1880/98.